# کنراد ولف
کنراد ولف (آلمانی: Konrad Wolf; ۲۰ اکتبر ۱۹۲۵ – ۷ مارس ۱۹۸۲) کارگردان فیلم اهل جمهوری دمکراتیک آلمان بود. او سال ۱۹۵۹ برای فیلم ستاره‌ها جایزه هیئت داوران جشنواره فیلم کن را گرفت.